# 西泌河
西泌河，位于中国贵州省西部，是北盘江右岸支流，发源于普安县地瓜镇象鼻岭（原属岗坡乡），东流至江西坡镇垭口田（丫口田）后沿着普安县和晴隆县边界北流，至晴隆县沙子镇的河边村转东北流，左纳地泗河后进入晴隆县境，最后于晴隆县光照镇规模村北的毛草坪渡口汇入北盘江。河长53千米，河道比降18.1‰，流域面积431平方千米，落差960米。